# Eleccions presidencials de Guinea Equatorial de 1996
Les eleccions presidencials de Guinea Equatorial de 1996 van tenir lloc el 25 de febrer de 1996. Encara que el país ja no tenia un sistema unipartidista, les eleccions foren boicotejades per l'oposició, encara els seus noms es van mantenir en les paperetes de vot. Com a resultat, el president Teodoro Obiang Nguema Mbasogo va guanyar amb el 97,85% del vots. La participació fou del 79,8%.

## Resultats
| Candidate                      | Party                                   | Votes   | %    |
| ------------------------------ | --------------------------------------- | ------- | ---- |
| Teodoro Obiang Nguema Mbasogo  | Partit Democràtic de Guinea Equatorial  | 179.592 | 97,8 |
| Secundino Oyono Edú-Aguong Ada | Convergència Socialdemòcrata i Popular  | 1.349   | 0,7  |
| Andres Moses Mbada             | Unió Popular                            | 1.135   | 0,6  |
| Severo Moto Nsá                | Partit del Progrés de Guinea Equatorial | 1.017   | 0,5  |
| Buenaventura Monsue Asumu      | Partit de la Coalició Socialdemòcrata   | 451     | 0,3  |
| Vots invàlids/en blanbc        | Vots invàlids/en blanbc                 | 218     | -    |
| Total                          | Total                                   | 183,830 | 100  |
| Font: Nohlen et al.            |                                         |         |      |